# Prohatschekia laguncula
Prohatschekia laguncula is een eenoogkreeftjessoort uit de familie van de Hatschekiidae. De wetenschappelijke naam van de soort is voor het eerst geldig gepubliceerd in 1957 door Sueo M. Shiino.